# Svetlana Kriveliova
Svetlana Kriveliova (Briansk, Rusia, 13 de junio de 1969) es una atleta rusa, especialista en la prueba de lanzamiento de peso, en la que ha logrado ser campeona mundial en 2003 y campeona olímpica en 1992.

## Carrera deportiva
En los JJ. OO. de Barcelona 1992, representando al Equipo Unificado, ganó la medalla de oro en lanzamiento de peso, con un lanzamiento de 21.06 metros, quedando por delante de china Huang Zhihong (plata con 20.47 metros) y la alemana Kathrin Neimke (bronce con 19.78 metros).
En el Mundial de París 2003, representado ahora a Rusia, volvió a ganar la medalla de oro, con un lanzamiento de 20.63 metros, quedando por delante de la bielorrusa Nadzeya Astapchuk y la ucraniana Vita Pavlysh.
Además ha ganado varias medallas de plata o bronce, en los mundiales de Stuttgart 1993, Tokio 1991 y Sevilla 1999, y en el Campeonato Europeo de Atletismo de 2002 ganó el bronce, llegando hasta los 19.56 metros, siendo superada por su compatriota Irina Korzhanenko y por ucraniana Vita Pavlysh (plata con 20.02 metros).